# Stojan Stojaković
Stojan Stojaković es un deportista yugoslavo que compitió en judo. Ganó dos medallas de bronce en el Campeonato Europeo de Judo, en los años 1960 y 1963.

## Palmarés internacional
| Campeonato Europeo | Campeonato Europeo       | Campeonato Europeo | Campeonato Europeo |
| Año                | Lugar                    | Medalla            | Categoría          |
| ------------------ | ------------------------ | ------------------ | ------------------ |
| 1960               | Ámsterdam (Países Bajos) | Medalla de bronce  | Abierta            |
| 1963               | Ginebra (Suiza)          | Medalla de bronce  | –80 kg (A)         |